# Gentiana primuliflora
Gentiana primuliflora är en gentianaväxtart som beskrevs av Adrien René Franchet. Gentiana primuliflora ingår i släktet gentianor, och familjen gentianaväxter. Inga underarter finns listade i Catalogue of Life.